# Ściborzyce Małe
Ściborzyce Małe  (deutsch Steubendorf) ist eine Ortschaft in Oberschlesien. Der Ort liegt in der Gmina Głubczyce im Powiat Głubczycki in der Woiwodschaft Oppeln in Polen.

## Geographie

### Geographische Lage
Das Angerdorf Ściborzyce Małe liegt 12 Kilometer nordwestlich der Kreisstadt und des Gemeindesitzes Głubczyce (Leobschütz) sowie 56 Kilometer südwestlich der Woiwodschaftshauptstadt Opole (Oppeln). Der Ort liegt in der Nizina Śląska (Schlesische Tiefebene) innerhalb der Płaskowyż Głubczycki (Leobschützer Lößhügelland). Der Ort liegt an der Gnojnik, einem linken Zufluss der Stradunia (Straduna). Westlich des Dorfes verlaufen die Schienen der stillgelegten Bahnstrecke Głubczyce–Racławice Śląskie.

### Nachbarorte
Nachbarorte von Ściborzyce Małe sind im Nordwesten Pomorzowice  (Pommerswitz), im Osten Kietlice (Kittelwitz), im Süden der Weiler Żabczyce (Wolfsteich) sowie im Westen Pomorzowiczki (Alt Wiendorf).

## Geschichte

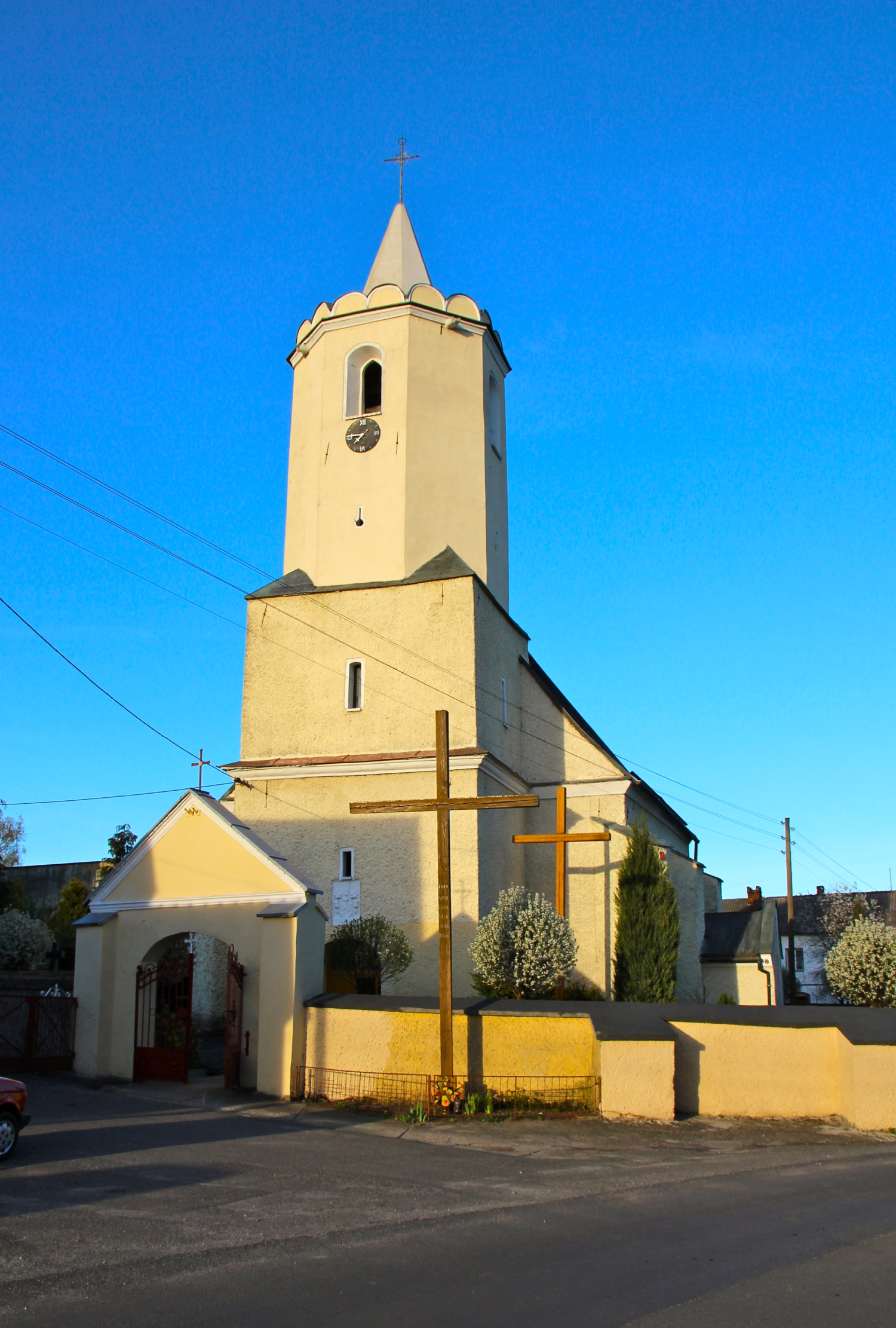
Dreifaltigkeitskirche

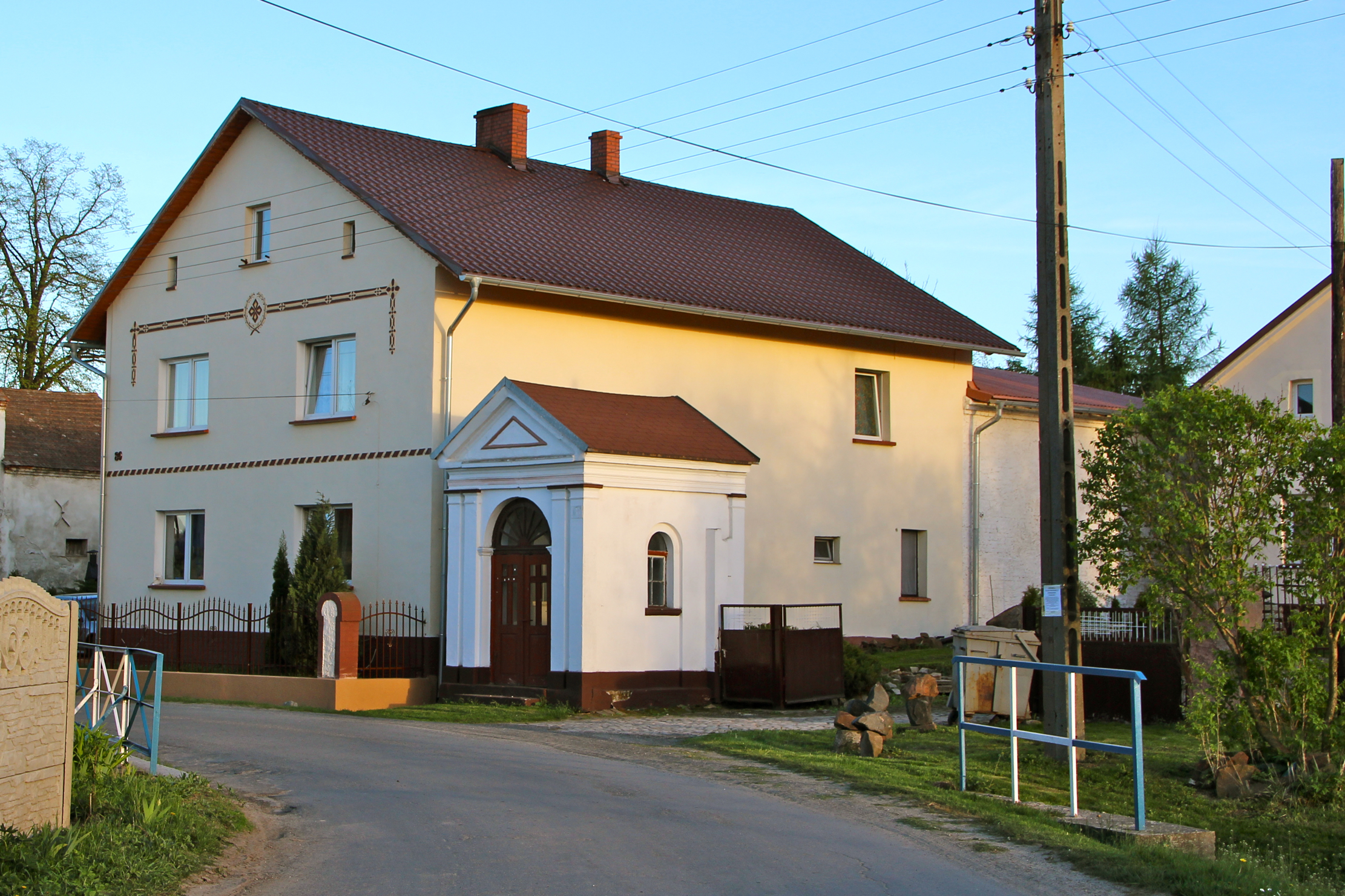
Bauernhaus mit Wegekapelle

Der Ort wurde 1377 erstmals als Stiboricz und Stiberndorf erwähnt. Der Ortsname leitet sich vom Personennamen Ścibor ab, das Dorf es Ścibor. Weitere Erwähnungen des Ortes erfolgten 1434 als Styborn, 1448 als Styborn sowie 1679 als Stubendorf. 1601 bis 1602 wurde im Ort eine katholische Kirche erbaut, welche vom Gutsbesitzer von Cetschaw gestiftet wurde.
Nach dem Ersten Schlesischen Krieg 1742 fiel Steubendorf mit dem größten Teil Schlesiens an Preußen. 1766 wurde im Ort eine evangelische Kirche eingerichtet.
Bis 1816 gehörte Steubendorf ursprünglich zum Neustädter Kreise. Nach der Neuorganisation der Provinz Schlesien gehörte die Landgemeinde Steubendorf ab 1816 zum Landkreis Leobschütz im Regierungsbezirk Oppeln. 1845 bestanden im Dorf eine katholische Kirche, eine evangelische Schule, eine katholische Schule, eine Hufe, zwei Mühlen (Hinter- und Rampelmühle) und 118 Häuser. Im gleichen Jahr lebten in Steubendorf 711 Menschen, davon 312 evangelisch. Zu Steubendorf gehörte die Kolonie Karlsberg. 1861 zählte Steubendorf 831 Einwohner sowie 28 Bauern, 20 Gärtner- und 44 Häuslerstellen. Im gleichen Jahr zählten die katholische Schule 70 sowie die evangelische Schule 90 Schüler. 1874 wurde der Amtsbezirk Pommerswitz gegründet, welcher die Landgemeinden Alt Wiendorf, Amaliengrund, Neu Wiendorf, Pommerswitz, Steubendorf und Trenkau und die Gutsbezirken Alt Wiendorf und Pommerswitz umfasste.
Bei der Volksabstimmung in Oberschlesien am 20. März 1921 stimmten in Steubendorf 647 Personen für einen Verbleib bei Deutschland und 2 für Polen. Steubendorf verblieb wie der gesamte Stimmkreis Leobschütz beim Deutschen Reich. 1933 zählte der Ort 634 Einwohner, 1939 wiederum 578. Bis 1945 gehörte der Ort zum Landkreis Leobschütz.
1945 kam der bisher deutsche Ort unter polnische Verwaltung, wurde in Ściborzyce Małe umbenannt und der Woiwodschaft Schlesien angeschlossen. 1950 wurde Ściborzyce Małe der Woiwodschaft Oppeln zugeteilt. 1999 wurde es Teil des wiedergegründeten Powiat Głubczycki.

## Sehenswürdigkeiten
- Die römisch-katholische Dreifaltigkeitskirche (poln. Kościół pw. Świętej Trójcy) wurde zwischen 1601 und 1602 erbaut und vom damaligen Gutsbesitzer von Cetschaw gestiftet. 1862 wurde der Kirchenbau erweitert. Seit 1968 steht der Kirchenbau unter Denkmalschutz.[9]
- Dorffriedhof mit erhaltenen deutschen Grabmälern
- Herz-Hesu-Kapelle
- Steinerne Wegekapelle
- St.-Florian-Statue
- Steinernes Wegekreuz
- Hölzernes Wegekreuz

## Söhne und Töchter des Ortes
- Max Filke (1855–1911), Kirchenmusiker und Komponist